# Saint John Sea Dogs
Saint John Sea Dogs – juniorski klub hokejowy z siedzibą w Saint John w Kanadzie.

## Osiągnięcia
- Pierwsze miejsce w Dywizji Atlantyckiej w sezonie zasadniczym QMJHL: 2010, 2011, 2012
- Trophée Jean Rougeau – pierwsze miejsce w sezonie zasadniczym QMJHL: 2010, 2011, 2012, 2017
- Finał QMJHL: 2010
- Coupe du Président – mistrzostwo QMJHL: 2011, 2012, 2017
- Memorial Cup – mistrzostwo CHL: 2011
- Pierwsze miejsce w Dywizji Maritimes w sezonie zasadniczym QMJHL: 2016, 2017